# Aicha Ba Diallo
Aicha Ba Diallo, est une mannequin et actrice de cinéma sénégalaise,. En 2023 à Ouagadougou, elle est nommée aux Sotigui Awards du public pour son rôle dans le film Salma,.

## Biographie
Aicha Ba Diallo, prénommée Aïssatou Bâ, s'illustre au Sénégal dans le domaine du cinéma. Elle obtient son baccalauréat au lycée Blaise Diagne, puis elle se rend en France, où elle obtient un BTS en gestion financière avant de se rendre en Espagne, où elle est élue miss Sénégal Espagne en 2014. Aicha est diplômée de deux différentes écoles : l'école de théâtre La casona et celle de cinéma Silber studio. C'est à Barcelone qu'elle commence sa carrière, où elle fait du théâtre et des longs métrages avant de revenir au Sénégal. Ses projets de séries sont Mandjack, une production de Canal+, et Salma.

## Filmographie
- 2021-2022 : Mandjack[3]
- 2022 : Salma[3],[5]

## Distinctions
- Lauréate de la meilleure interprétation féminine au festival Teranga[3],
- Sotigui Award du public 2023 au Burkina Faso[4]